# Odynerus pakasae
Odynerus pakasae är en stekelart som beskrevs av Meade-waldo. Odynerus pakasae ingår i släktet lergetingar, och familjen Eumenidae. Inga underarter finns listade i Catalogue of Life.